# Anisusi
Az anisusi a középső triász földtörténeti kor két korszaka közül a korábbi. A kora triász olenyoki korszaka után kezdődött 247,2 millió évvel ezelőtt (mya) és ~242 mya végződött, a ladin korszak előtt.
Neve az Enns folyó latin nevéből, Anisus-ból származik. Az elnevezést először Wilhelm Heinrich Waagen és Carl Diener osztrák geológusok használták 1895-ben. Kínában a regionális megfelelője a guanlingi.

## Meghatározása
Kezdetét a Nemzetközi Rétegtani Bizottság meghatározása szerint a Chiosella timorensis konodonták legalacsonyabb előfordulási gyakorisága jelzi a fosszíliákban. Az utána következő ladin korszak kezdetét az Eoprotrachyceras curionii ammoniteszek legkisebb előfordulási gyakoriságát mutató kőzetek alapján állapították meg.

## Tagolása
Helyenként (főként Közép-Európában) megkülönböztetik négy alkorszakát: égei, bithüniai, balatoni, illír.

## Élővilága
Anisusi keletkezésű kőzetrétegekben találták a legkorábbi dinoszauruszok maradványait.